# Código nativo
O código nativo, em ciência da computação, é o código executado diretamente pelo computador. No contexto das linguagens de programação interpretadas, código nativo é o termo utilizado para designar a implementação das funcionalidades e bibliotecas desta linguagem, que são dependentes de plataforma.